# Museo Field de Historia Natural
Museo Field de Historia Natural (en inglés: The Field Museum of Natural History) fundado en 1893. Se encuentra en la ciudad de Chicago en el estado de Illinois (Estados Unidos). Es uno de los mayores y más importantes museos de historia natural en el mundo. El museo cuenta con más de 20.000.000 de objetos de la naturaleza y cultura. Además, posee una biblioteca con cerca de 250.000 volúmenes y realiza investigación básica en las áreas de biología sistemática y antropología.
Se encuentra situado a la ribera del lago Míchigan (1400 S. Lake Shore Drive). Forma parte del Campus de los Museos, con el Shedd Aquarium y el Planetario Adler.

## Historia

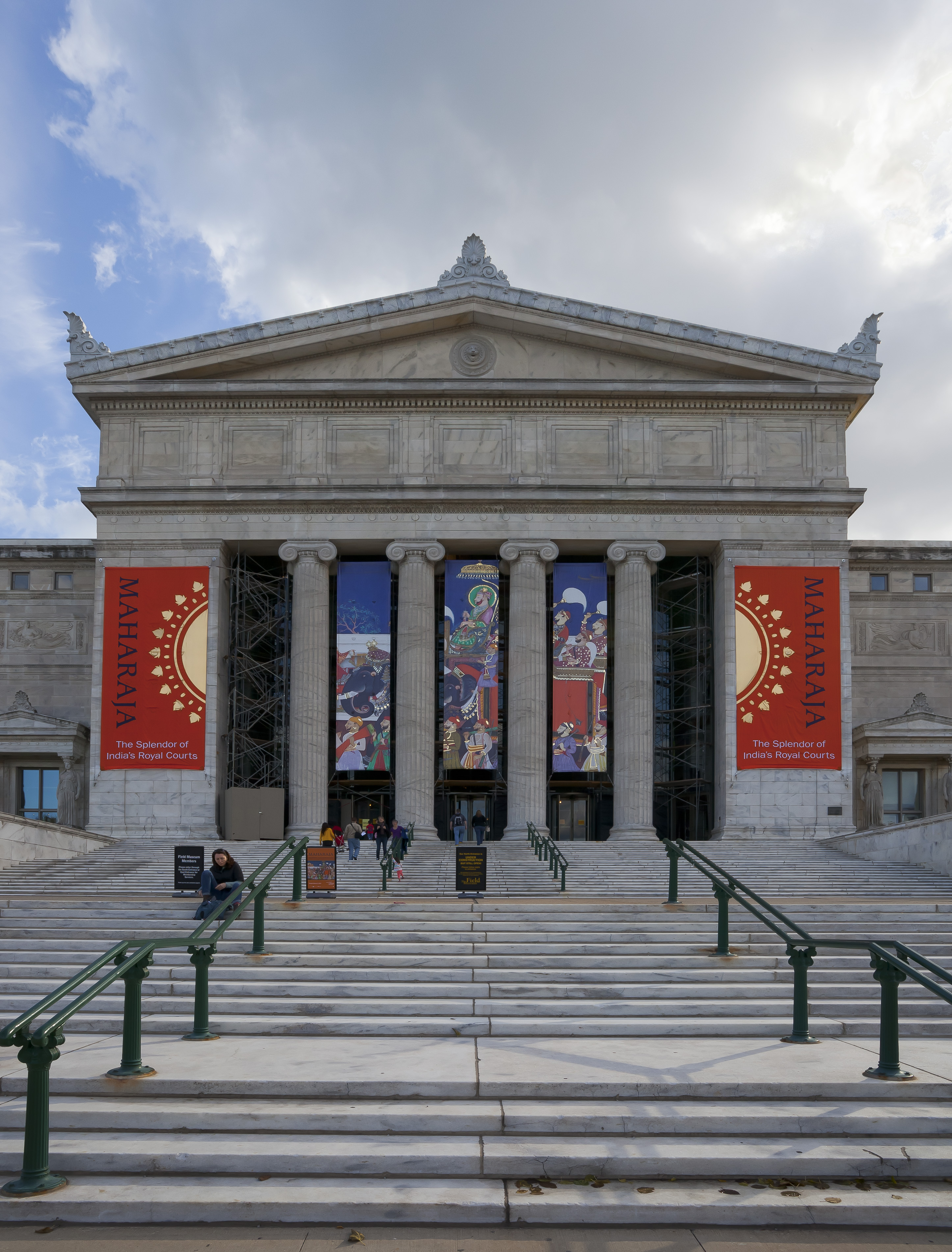
Fachada principal del recinto actual del museo.

El museo fue creado con motivo de la Exposición Mundial Colombina (World's Columbian Exposition) de Chicago, celebrada en la ciudad en el año 1893. El nombre se debió a que conmemoraba el cuarto centenario del viaje de Colón. Por esto, el que el nombre original fue Museo Colombino de Chicago (Columbian Museum of Chicago). La ubicación inicial tampoco era la actual, sino que se encontraba en el recinto que hoy ocupa el Museo de Ciencia e Industria (Museum of Science and Industry), en Jackson Park (South Side). Gran parte de los objetos que forman su colección fueron adquiridos con posterioridad a la celebración de la Exposición.
El museo cambió de nombre en el año 1905 por el actual. Con ello se pretendían dos objetivos. En primer lugar, rendir homenaje al que había sido el mayor benefactor del museo, Marshall Field. En segundo lugar, se perseguía remarcar el carácter de museo de historia natural.
Finalmente, en el año 1921, el museo se desplazó al edificio neoclásico actual, diseñado por el arquitecto americano Daniel Burnham.

## Colección permanente

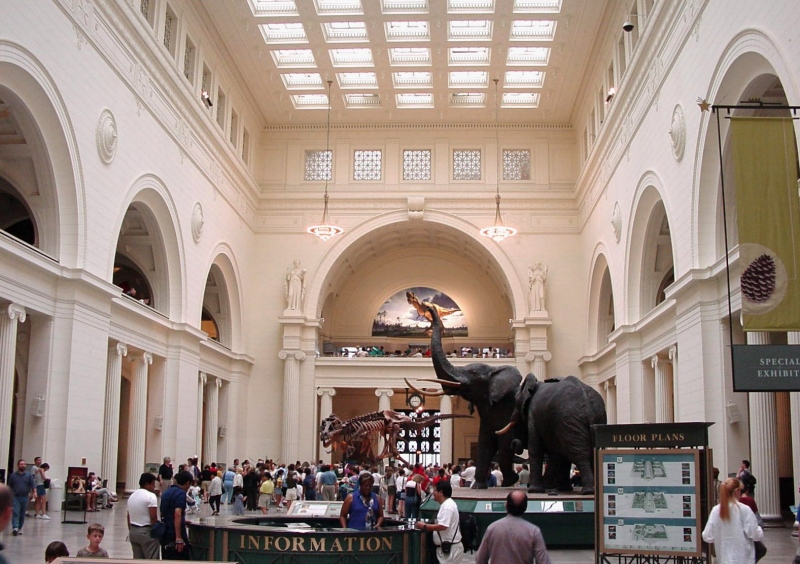
Stanley Field Hall, el vestíbulo del museo.

El museo cuenta con diferentes exposiciones permanentes dedicadas a diferentes aspectos de la antropología, la zoología, la botánica y la geología.
Una de las muestras más destacadas es la formada por la colección de fósiles del museo, titulada Evolving Planet ("Planeta en Evolución"). Dichos restos son utilizados como guía en un recorrido por las diferentes etapas de la vida en la Tierra, desde su surgimiento en el medio acuático hasta la actualidad. En la exhibición se incluye una amplia muestra de fósiles de dinosaurios, con especímenes pertenecientes a cada uno de los grupos principales. La muestra cuenta con el apoyo que proporcionan los murales de Charles R. Knight, quien realizó una serie de 28 obras para el museo a partir del año 1926. Knight fue uno de los primeros artistas en representar escenas con los dinosaurios y otras criaturas prehistóricas en su entorno natural. Sus trabajos han estado presentes en numerosos libros y han tenido una importante influencia.
La institución también contiene un laboratorio de fósiles que el público puede ver a través de ventanas de vidrio. Así, en el McDonald's Fossil Preparation Laboratory ("Laboratorio McDonald de preparación de fósiles") los visitantes pueden observar cómo los paleontólogos preparan los restos para su posterior estudio.
El museo también cuenta con exposiciones dedicadas a los animales, como Mammals of Asia ("Mamíferos de Asia") o Mammals of Africa ("Mamíferos de África"), dedicadas a presentar a las diferentes especies dentro de su hábitat. Por su parte, Underground Adventure ("Aventura Subterránea") se centra en la diversidad biológica y la importancia del suelo.
El Hall of Jades ("Galería de Jade") contiene objetos realizados con jade, desde el Neolítico hasta principios del siglo XX. En particular, se centra en el uso que le dieron las dinastías chinas. Por su parte, la Grainger Hall of Gems ("Galería Grainger de Gemas") contiene diamantes y gemas procedentes de diferentes regiones del mundo.
Inside Ancient Egypt ("En el interior del Antiguo Egipto") expone un total de 23 momias humanas, así como varios animales momificados. Una de las momias es la del hijo del faraón Unis. El museo cuenta con otras muestras antropológicas centradas en la vida y cultura en diferentes regiones del mundo, como el Tíbet, China o África, o la dedicada a los pueblos nativos americanos.

## Sue, elTyrannosaurus

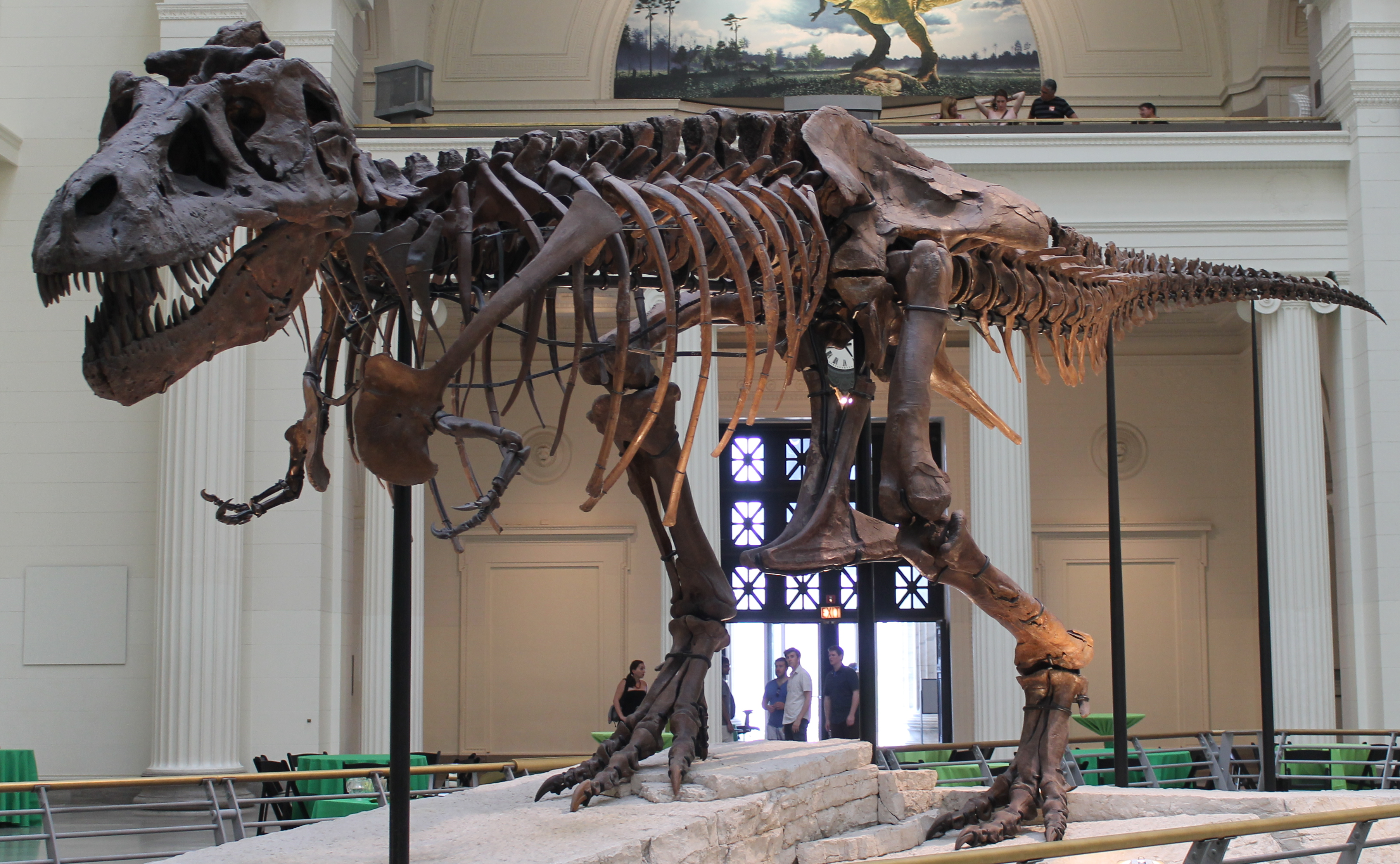
Sue, el esqueleto de Tyrannosaurus más grande y completo que se ha encontrado.

Desde el año 2000, una de las principales atracciones con la que cuenta el museo es Sue, el esqueleto de Tyrannosaurus más grande y completo que se ha encontrado, además de uno de los mejor preservados.
Fue adquirido por el museo en el año 1997 en una subasta celebrada en la casa Sotheby's, en lo que supuso el desembolso más elevado realizado hasta ese momento por un fósil. Se ha convertido en la estrella de las exhibiciones permanentes del recinto. No es necesario abonar un importe adicional para verlo, aparte de la entrada general del museo.
El esqueleto, a excepción del cráneo, se encuentra presidiendo el vestíbulo del museo o el Stanley Field Hall. El cráneo de Tyrannosaurus es demasiado pesado como para formar parte del montaje (pesa 272 kilogramos), por lo que se expone aparte. Una réplica ocupa su lugar junto con el resto del esqueleto. Sue mide 12.3 metros de largo y 4.0 de alto (en la zona de las caderas) y data de hace 67 millones de años (periodo Cretácico).

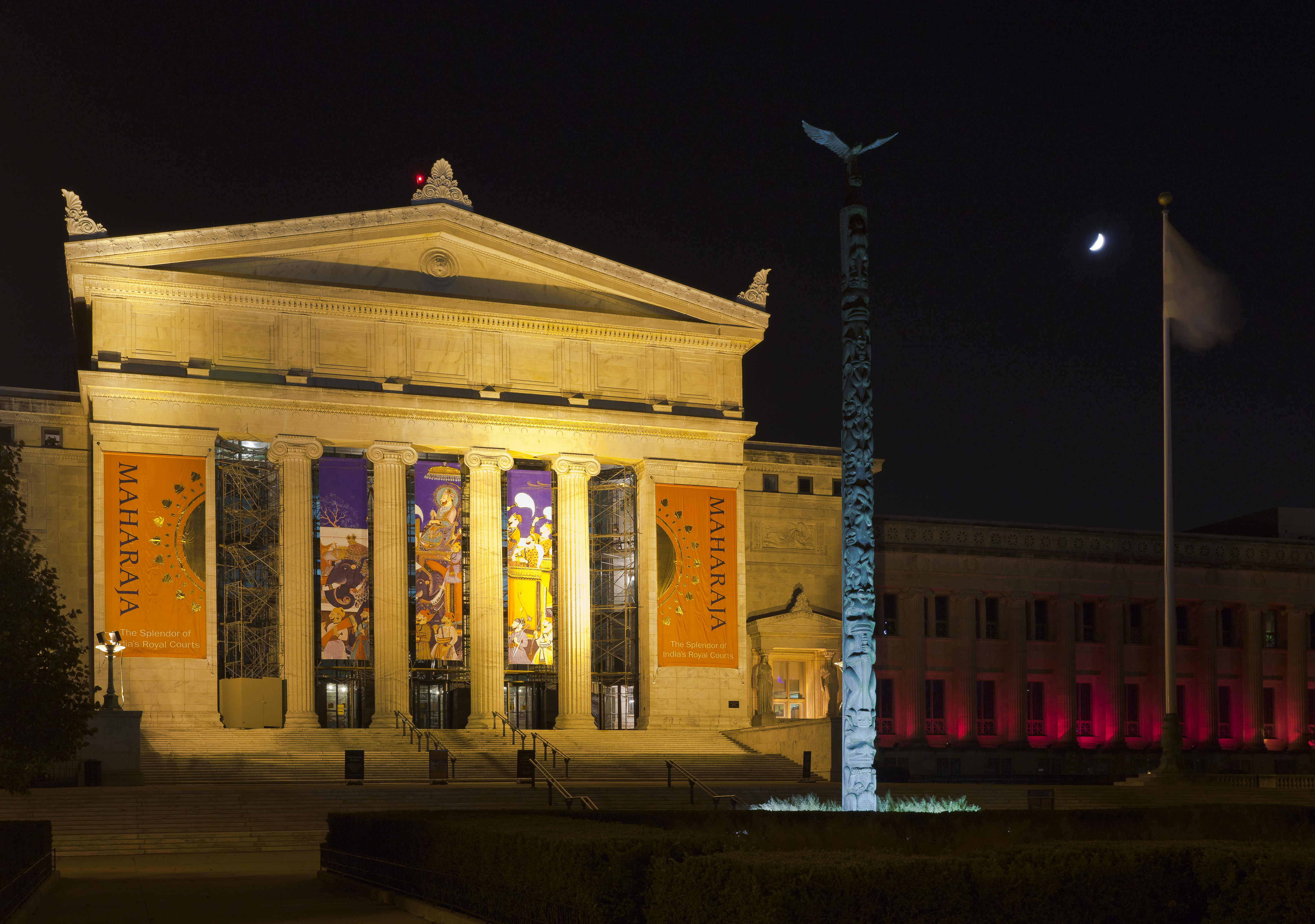
Vista exterior nocturna.

Sue recibe su nombre de su descubridora, Susan Hendrickson, quien encontró los restos en Dakota del Sur, en el año 1990. En realidad, los científicos desconocen el sexo de Sue, pues los esqueletos de esta especie encontrados son demasiado pocos como para poder establecer con claridad la diferencia del fósil de un macho, del de una hembra.